# Hans Zorn
Pour les articles homonymes, voir Zorn (homonymie).
Pour le pseudonyme, voir Jean-Jacques Mourreau.
Hans Wilhelm Karl Zorn (27 octobre 1891 à Munich - 2 août 1943 à Kromy (it) en Russie) est un General der Infanterie allemand qui a servi au sein de la Heer dans la Wehrmacht pendant la Seconde Guerre mondiale.
Il a été récipiendaire de la croix de chevalier de la croix de fer avec feuilles de chêne. La Croix de chevalier de la croix de fer et son grade supérieur, les feuilles de chêne, sont attribués pour récompenser un acte d'une extrême bravoure sur le champ de bataille ou un commandement militaire avec succès.

## Biographie
Zorn intègre le corps des cadets bavarois de 1905 à juillet 1911 et est ensuite affecté comme enseigne au 2e régiment d'infanterie (de) de l'armée bavaroise. Avec ce régiment, il participe à la Première Guerre mondiale en tant que lieutenant. Au cours de la guerre, Zorn devient lieutenant en 1917 et est également affecté comme adjudant de brigade. 
Hans Zorn est tué le 2 août 1943 par un tir soviétique durant l'opération Koutouzov. Il est décoré à titre posthume des feuilles de chêne de sa croix de chevalier le 3 septembre 1943.

## Décorations
- Croix de fer (1914)
  - 2e classe
  - 1re classe
- Insigne des blessés (1914)
  - en noir
- Croix de chevalier de l'ordre royal de Hohenzollern avec glaives
- Croix d'honneur
- Agrafe de la croix de fer (1939)
  - 2e classe
  - 1re Classe
- Médaille du Front de l'Est
- Croix allemande en or (14 juin 1942)
- Croix de chevalier de la croix de fer avec feuilles de chêne
  - Croix de chevalier le 27 juillet 1941 en tant que Generalmajor et commandant de la 20. Infanterie-Division[1]
  - 291e feuilles de chêne le 3 septembre 1943 en tant que General der Infanterie et commandant du XXXXVI. Panzerkorps[2]